# 長距離列車
長距離列車（ちょうきょりれっしゃ）とは、明確な定義はないものの、一般には長距離を運行する列車のことをいう。

## 世界の長距離列車
最長距離列車の記録はシベリア鉄道が有している。

### 世界の運行距離の長い列車ベスト17
| 順位 | 列車番号・列車名                                                                              | 始発駅                          | 終着駅                                      | 経由国               | 運営者                                 | 運行距離 | 所要時間                             | 出典  |
| ---- | --------------------------------------------------------------------------------------------- | ------------------------------- | ------------------------------------------- | -------------------- | -------------------------------------- | -------- | ------------------------------------ | ----- |
| 1    | 133/350列車                                                                                   | キーウ                          | ウラジオストク                              | ウクライナ · ロシア  | ウクライナ鉄道 ロシア鉄道              | 10,260km | 178時間 （8泊9日）                   | [ 1 ] |
| 2    | ロシア号                                                                                      | モスクワ （ヤロスラフスキー駅） | ウラジオストク                              | ロシア               | ロシア鉄道                             | 9,259km  | 146時間 （6泊7日）                   | [ 1 ] |
| 3    | ボストーク号                                                                                  | モスクワ （ヤロスラフスキー駅） | 北京                                        | ロシア 中国          | ロシア鉄道 中国鉄路総公司              | 8,984km  | 145時間 （北京行き 7泊8日）          | [ 1 ] |
| 4    | K3/4次列車                                                                                    | 北京                            | モスクワ （ヤロスラフスキー駅）             | 中国 モンゴル ロシア | 中国鉄路総公司 モンゴル鉄道 ロシア鉄道 | 7,826km  | 127時間 （北京行き 6泊7日）          | [ 1 ] |
| 5    | 5/6列車                                                                                       | ウランバートル                  | モスクワ （ヤロスラフスキー駅）             | モンゴル ロシア      | モンゴル鉄道 ロシア鉄道                | 6,265km  | 99時間 （ウランバートル行き 5泊6日） | [ 1 ] |
| 6    | 7/8列車                                                                                       | ノヴォシビルスク                | ウラジオストク                              | ロシア               | ロシア鉄道                             | 5,955km  | 89時間 （ウラジオストク行き 5泊6日） | [ 1 ] |
| 7    | Z264/265・Z266/263次列車                                                                      | 広州                            | ラサ                                        | 中国                 | 中国鉄路総公司                         | 4,980km  | 54時間30分 （2泊3日）                | [ 2 ] |
| 8    | K1082/1083・K1084/1081次列車                                                                  | チチハル                        | ウルムチ南                                  | 中国                 | 中国鉄路総公司                         | 4,827km  | 67時間32分 （チチハル行き 3泊4日）   | [ 3 ] |
| 9    | T206/203・T204/205次列車                                                                      | 上海                            | 伊寧駅                                      | 中国                 | 中国鉄路総公司                         | 4,716km  | 55時間16分 （上海行き 2泊3日）       | [ 3 ] |
| 10   | Z136/137・Z138/135次列車                                                                      | 広州                            | ウルムチ南                                  | 中国                 | 中国鉄路総公司                         | 4,684km  | 54時間13分 （2泊3日）                | [ 2 ] |
| 11   | カナディアン号                                                                                | トロント （ユニオン駅）         | バンクーバー （パシフィック・セントラル駅） | カナダ               | VIA鉄道                                | 4,466km  | 86時間 （4泊5日）                    | [ 4 ] |
| 12   | Z112/113・Z114/111次列車                                                                      | ハルビン                        | 海口                                        | 中国                 | 中国鉄路総公司                         | 4,458km  | 65時間42分 （2泊3日）                | [ 2 ] |
| 13   | テキサス・イーグル号                                                                          | シカゴ （ユニオン駅）           | ロサンゼルス （ユニオン駅）                 | アメリカ合衆国       | アムトラック                           | 4,390km  | 68時間45分 （3泊4日）                | [ 5 ] |
| 14   | Z164/165・Z166/163次列車                                                                      | 上海                            | ラサ                                        | 中国                 | 中国鉄路総公司                         | 4,373km  | 49時間 （2泊3日）                    | [ 2 ] |
| 15   | インディアンパシフィック                                                                      | シドニー （セントラル駅）       | パース （東パース駅）                       | オーストラリア       | グレートサザンレールウェイ             | 4,352km  | 65時間 （3泊4日）                    | [ 6 ] |
| 16   | ディブルーガル=カンニヤークマリ・ヴィベクエクスプレス （Dibrugarh-Kanyakumari Vivek Express） | ディブルーガル                  | カンニヤークマリ                            | インド               | インド鉄道                             | 4,273km  | 82時間30分                           |       |
| 17   | K2288/2285・K2286/2287次列車                                                                  | 長春                            | 昆明                                        | 中国                 | 中国鉄路総公司                         | 4,161km  | 60時間43分 （3泊4日）                | [ 2 ] |

## 国別の事情

### 日本
2015年（平成27年）3月12日まで、日本最長距離の旅客列車は寝台特急「トワイライトエクスプレス」（大阪 - 札幌）の札幌発大阪行き上り列車であり、その運行距離は1,508.5 km、所要時間は約22時間50分であった。
2018年8月現在、最長距離旅客列車は東海道・山陽新幹線の「のぞみ」（東京 - 博多）である。

#### 新幹線・優等列車
臨時列車も含めた全列車の中で、営業運転距離が最も長い列車は新幹線の、東京 - 博多間を走る「のぞみ」号の1,174.9 kmである。

新幹線を除いた在来線では、東京 - 出雲市間を走る寝台特急「サンライズ出雲」の953.6 km、昼行列車では博多 - 宮崎空港間を走る特急「にちりんシーガイア」の413.1 kmが最長である。
在来線では、かつて特急「白鳥」（大阪 - 青森）や寝台特急「富士」（東京 - 西鹿児島〈日豊本線経由〉、後年は南宮崎・大分止まり）、寝台特急「北斗星」（上野 - 札幌）、急行「高千穂」（東京 - 西鹿児島（日豊本線経由））など、運転距離1,000 kmを越える列車が複数存在していた。しかし、新幹線の延伸開業、航空機や夜行バスとの競合による夜行列車の需要減などにより、ほとんどが廃止された。夜行列車の場合、発着地の有効時間帯に合わせた運転となることから、その性格上、深夜に長距離を走るものが多い。過去には、運転区間が短距離のため発着時間が不便になってしまい、廃止となった夜行列車もあった。また、かつては各駅での荷物の集配を目的とした長距離の普通・快速列車があり、これらに寝台車が連結されるものがあったが、1985年（昭和60年）までに全廃された。
これらとは別に、2010年代に入り、「ななつ星 in 九州」を皮切りとして「TRAIN SUITE 四季島」や「TWILIGHT EXPRESS 瑞風」といった、数日にわたって各地を巡るクルーズトレインが運行を開始した。

#### 普通列車 （新快速・快速含む）
2023年3月18日のダイヤ改正以降、単一列車番号で運転される日本最長距離の定期普通旅客列車は、中央本線・篠ノ井線・信越本線の高尾発長野行きのの441Mであり、走行距離は245.0km、所要時間は4時間42分である。（2024年現在は、大月始発に短縮されている。）
2015年3月ダイヤ改正まで山陽本線の岡山発下関行きの371Mが日本最長となっていたが、同ダイヤ改正で岡山～徳山間に短縮されて日本最長でなくなった。その後2016年3月26日のダイヤ改正で369Mへと改称されは岡山～下関間運転が復活して再び日本一となった。走行距離は363 kmで、所要時間は7時間33分であったが、2017年3月4日の改正で運転区間が糸崎発下関行きにふたたび短縮されて、運転距離は297.2kmとなり、後述の2427Dが日本一に返り咲くこととなった。ただし、2427Dは2016年8月の台風被害により、途中の東鹿越から新得の間が不通となり、時刻表上では日本最長という事になっていたが、実際には乗ることができなかったので、運転区間短縮後も369Mが事実上日本一であることは継続された。
2015年3月ダイヤ改正以降は、根室本線の滝川発釧路行きの2429Dが日本最長距離の定期普通旅客列車となった。走行距離は308.4 km、所要時間は日本最長の8時間27分であった。JR北海道釧路支社ではこれを記念して、復刻塗装を施した車両を用いたり、2429Dの終着駅である釧路駅では滝川駅から乗車した旅客に乗車証明書を配布していた。しかし、2016年3月のダイヤ改正で上述の369Mが区間延長復活したため、およそ1年で2429Dは日本最長でなくなった。（日本一から陥落した後の2429Dは2427Dに改称され最長距離の列車ではなく、日本一運行時間の長い列車を称していた）また、369Mは2017年3月4日以降運転区間がふたたび短縮されたので、2427Dは時刻表上では日本最長の列車ということになっていた。だが、実際の2427Dは台風被害で途中駅までしか運転されていなかったので、日本一の長距離を乗車することはできなかった。その後のダイヤ改正で時刻表上でも設定がなくなったため、名実ともに日本最長でなくなった。
2019年3月16日のダイヤ改正で、369Mは運転区間がさらに糸崎発岩国行きに短縮されたため、快速・新快速を含めば日本最長距離の定期普通列車（ただし、途中で列車番号の変更と車両の増解結があるため、全区間を直通する車両は存在しない）は北陸本線・東海道本線・山陽本線・赤穂線を走行する敦賀発播州赤穂行きの新快速3527M（土休日は3203M・3327Mの2本）となった。走行距離は275.5 kmで、所要時間は4時間6分である。
かつて、長距離を走る旅客列車は優等列車や新幹線ばかりでなく、1986年11月1日国鉄ダイヤ改正まで荷物列車・郵便列車が存在した関係で、長距離の普通・快速列車も多く設定されていた。
山陰本線や函館本線等の路線は需要が小さく、荷物列車・郵便列車と旅客列車が併結されており、中には旅客車が連結されていながら、輸送上では主となる荷物列車の列車番号が与えられていたものもあった。また、新幹線が未開通で特急・急行など優等列車の運転本数も少なく、長距離移動に普通列車を利用する客も多かった1960年代以前は、長距離を運転する普通客車列車にも、一等車（1960年までは二等車、現在のグリーン車）が連結されていた。1980年代以前には、寝台車を連結した夜行客車急行列車を仕立てるほどの需要がない路線では、寝台車を夜行の普通客車列車に連結するケースもあった。